# مدرس الفيزياء (مجلة)
مدرس الفيزياء (بالإنجليزية: The Physics Teacher)‏ هي مجلة أكاديمية تمت مراجعتها من قبل الأقران نشرت بواسطة منشورات المعهد الأمريكي للفيزياء نيابة عن الجمعية الأمريكية لمدرسي الفيزياء والتي تغطي تاريخ وفلسفة الفيزياء والفيزياء التطبيقية وتعليم الفيزياء (تطوير المناهج الدراسية، علم التربية، معدات المختبرات التعليمية، إلخ)، ومراجعات الكتب. تأسست عام 1963 ورئيس التحرير الحالي هو غاري وايت (جامعة جورج واشنطن). بول ج. هيويت هو مساهم منتظم في مدرس الفيزياء.

## وصلات خارجية
- The Physics Teacher